# Preolímpico Femenino de Concacaf
El Preolímpico Femenino de Concacaf fue el torneo de 8 selecciones absolutas que definía a dos clasificados que participarán en los Juegos Olímpicos, los cuales se deciden a través de un proceso clasificatorio que generalmente empieza en el Caribe aproximadamente un año antes de los Juegos Olímpicos. La primera edición de la región fue en el año 2004.
El torneo existió de forma independiente entre 2004 y 2020. El torneo preolímpico fue fusionado con el Campeonato Femenino de la Concacaf en 2022.

## Historia
Cuando el COI incluyó el fútbol de mujeres como parte del programa olímpico en 1996, la calificación en gran parte se determinó por los resultados obtenidos en las finales de la Copa Mundial del año anterior, afianzando una plaza para Estados Unidos dos veces (Campeón Mundial de 1999 y tercer lugar en 1995) para las olimpiadas de Atlanta 1996 y Sídney 2000. Sin embargo, como el campo olímpico de las finales fue ampliado de ocho a 10 equipos en 2004, Concacaf instituyó la clasificatoria olímpica para las Olimpiadas de Atenas 2004
Concacaf obtiene dos plazas disponibles para clasificar a dos equipos a Juegos Olímpicos. El torneo clasificatorio de la confederación es un acontecimiento de seis equipos, donde los dos finalistas tienen garantizado el viaje al torneo olímpico.

## Campeonatos
| Año          | Sede           | Campeón        | Final Resultado | Subcampeón | Tercer lugar                      | Resultado                         | Cuarto lugar                      |
| ------------ | -------------- | -------------- | --------------- | ---------- | --------------------------------- | --------------------------------- | --------------------------------- |
| 2004 Detalle | Costa Rica     | Estados Unidos | 3:2             | México     | Canadá                            | 4:0                               | Costa Rica                        |
| 2008 Detalle | México         | Estados Unidos | 1:1 6:5 penales | Canadá     | México                            | 1:0                               | Costa Rica                        |
| 2012 Detalle | Canadá         | Estados Unidos | 4:0             | Canadá     | y1 México y Costa Rica            | y1 México y Costa Rica            | y1 México y Costa Rica            |
| 2016 Detalle | Estados Unidos | Estados Unidos | 2:0             | Canadá     | y1 Trinidad y Tobago y Costa Rica | y1 Trinidad y Tobago y Costa Rica | y1 Trinidad y Tobago y Costa Rica |
| 2020 Detalle | Estados Unidos | Estados Unidos | 3:0             | Canadá     | y1 México y Costa Rica            | y1 México y Costa Rica            | y1 México y Costa Rica            |

## Clasificación en cada Juegos Olímpicos de fútbol femenino por Selección
| Selección / Mundial            | 1996 | 2000 | 2004 | 2008 | 2012 | 2016 | 2020 | Total Participaciones |
| Estados Unidos                 | Si   | Si   | Si   | Si   | Si   | Si   | Si   | 7                     |
| Canadá                         | No   | No   | No   | Si   | Si   | Si   | Si   | 4                     |
| México                         | No   | No   | Si   | No   | No   | No   | No   | 1                     |
| ------------------------------ | ---- | ---- | ---- | ---- | ---- | ---- | ---- | --------------------- |
| Clasificados / Cupos Olímpicos | 1/8  | 1/8  | 2/16 | 2/16 | 2/16 | 2/16 | 2/16 | 12                    |

| Cupos de Clasificatorias                            | Cupos Especiales                    |
| --------------------------------------------------- | ----------------------------------- |
| Si: Clasificación Exitosa No: Clasificación Fallida | AN: Cupo para Anfitrión del Mundial |